# Марија Јевић
Марија Јевић (Крушевац, 1979) је српски андрагог, психотерапеут и чланица Градског већа за културу и омладину Града Панчева.

## Биографија
Рођена је 1979. године у Крушевцу. Дипломирала је андрагогију на Филозофском факултету Универзитета у Београду. Након завршетка студија је радила у сектору за људске ресурсе у Соко Штарку, а затим је прешла у област културе. Била је директорка Дома културе „Братство јединство” Качарево од 2013. до 2015. године, као и Дома омладине Панчево од 2015. до 2018. Године 2020. је изабрана за чланицу Градског већа за културу и омладину Града Панчева.
Гостовала је у бројним емисијима и излагала на разним значајним догађајима Града Панчева. Неки од њих су отварање фестивала „Етно глас” 7. новембра 2021. и 4. новембра 2022, Салона уметности Панчева 26. октобра 2021, изложбе „Споменици, спомен плоче и скулптурална дела у Панчеву” поводом обележавања годишњице Завода за заштиту споменика културе 19. марта и Бијенала Уметности 28. маја 2022, свечано отварање књижевног фестивала „Старчевачки дани књиге” 24. априла и велике изложбе „Аквизиције Народног музеја Панчево 1984—2023” 13. децембра 2023, обележавање Међународног дана матерњег језика у Иванову 21. фебруара, отварање новог простора Галерије савремене уметности у Панчеву 13. маја и манифестације Ноћ музеја у Старчевачком музеју 28. маја 2024, као и многи други.
Била је модераторка трибине о насиљу над женама у оквиру кампање „16 дана активизма против насиља над женама”, одржане 11. децембра 2021. поводом Међународног дана људских права. Године 2023. је, у име Града Панчева, примила захвалницу од Народног музеја Панчево, поводом њиховог јубилеја сто година постојања, за подршку, сарадњу и изузетан допринос у очувању и афирмацији покретне културне баштине јужног Баната.
Била је координаторка пројекта и део тима стручњака некадашњег Саветовалишта за младе „Моје место”. Оснивач је и психотерапеут Центра „Око душе” у Панчеву 2025. године.